# Gamia
Gamia là một chi bướm ngày thuộc họ Bướm nâu.